# Aficydy
Aficydy – pestycydy stosowane do zwalczania mszyc (Aphidomorpha). Aficydami mogą być różne związki chemiczne, np.: organiczne estry kwasu fosforowego, karbaminiany, pyretroidy.